# Kota Raja
Kota Raja ist ein Distrikt (Kecamatan) in der indonesischen Stadt Kupang (Provinz Ost-Nusa-Tenggara).

## Geographie
Kota Raja liegt in der Stadt Kupang. Im Norden befindet sich der Distrikt Oebobo, im Osten Maulafa, im Süden Alak und im Westen Kota Lama.
Kota Raja hat eine Fläche von 6,10 km² und steigt vom Meeresufer bis auf eine Höhe von 250 m über dem Meeresspiegel im Süden. Der Distrikt unterteilt sich in acht Kelurahan (deutsch Dörfer): Im Nordwesten liegt Fontein, im Westen Air Nona und Bakunase, im Süden Bakunase II, im Westen Naikoten I und im Norden Nunleu, Kuanino und Naikoten II. Fontein ist von ihnen der kleinste mit 0,33 km², während Naikoten I 1,08 km² hat. In der Flächengröße folgen dann Bakunase II mit 1,00 km², Naikoten II mit 0,97 km², Airnona mit 0,82 km², Bakunase mit 0,73 km², Kuanino mit 0,66 km² und Nunleu mit 0,51 km².
Das Klima ist tropisch. Man erreicht Temperaturen von bis zu 35 °C. Die jährliche Niederschlagsmenge beträgt 960 mm. Am meisten Regen fällt in Dezember und Januar.
Der Boden besteht aus Felsen und roter, beziehungsweise weißer Erde. Hier wachsen unter anderem Papyrus, Kokospalmen und Teakbäume.

## Einwohner
2016 lebten in Kota Raja 53.953 Menschen (27.053 Männer und 26.900 Frauen). Damit beträgt die Bevölkerungsdichte 8844,75 Einwohner pro Quadratkilometer. 2010 waren es erst 47.876 Einwohner. Sie wohnen in 13.271 Haushalten, die sich auf 175 Nachbarschaften (Tetangga) verteilen.
In Kota Raja gibt es zwei katholische Kirchen, 20 protestantische Kirchen, sieben Moscheen und ein hinduistischer Tempel.

## Wirtschaft
Diverse Nutztiere werden in Kota Raja gehalten: Rinder zur Fleischproduktion, Wasserbüffel, Pferde, Schweine, Ziegen, Schafe, Hühner und Enten. Auf 43 Hektar wird Nassreis angepflanzt. Daneben gibt es Mais, Maniok, Wasserspinat, Kohl, Bohnen, Tomaten, Chili, Auberginen und Spinat und verschiedene Obstsorten, wie Mangos, Bananen, Papayas, Avocados, Sternfrüchte, Guaven, Äpfel, Jackfrüchte, Sawo und Stachelannonen (Sirsak).

## Öffentliche Einrichtungen
In Kota Raja gibt es drei Polizeistationen und 36 Sicherheitsposten, 27 Grundschulen, fünf Junior High Schools und fünf Senior High Schools. Um die Gesundheitsversorgung kümmern sich zwei Krankenhäuser, ein Gesundheitszentrum, 30 Mütter-Kind-Zentren und sieben weitere Einrichtungen.